# Espada suíça

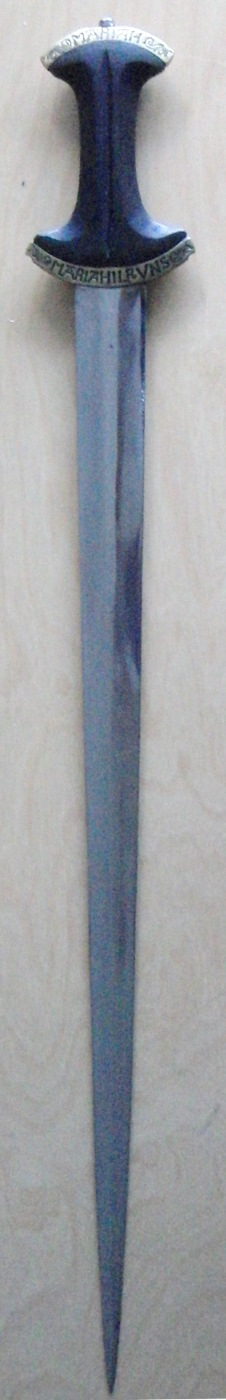
Réplica de espada suíça do século XV

A espada suíça (Schweizerdegen em alemão ou Schwytzertägen em alto-alemão antigo) é uma arma branca cortante e bigume, correspondente à categoria das espadas curtas, que foi usada pelos mercenários suíços na Idade Média tardia e no Renascimento.
Sucessora da espada baselarda, surge por torno do final do século  XIV, quando aquele tipo de arma começou a sofrer alterações significativas ao seu feitio, tendo assim dado origem a dois tipos diferentes de arma: a espada suíça e a adaga suíça.
Era a arma secundária mais difundida pelas forças helvéticas do século XV até meados do século XVI, para se empunhar quando não fosse possível ou útil lançar mão do pique, da alabarda ou da espada de duas mãos, por sinal, armas principais.

## Feitio
Possuía uma lâmina recta e bigume, como é próprio das espadas. No início do século XV, apareceram com lâminas de cerca de 40 centímetros e, já no final do século, ostentavam à volta de  70 centímetros de comprimento, podendo pesar entre meio quilo a 850 gramas. Com o passar do tempo, à medida que a espada suíça se foi distinguindo da adaga suíça, que se poderá chamar sua arma-irmã, dado que ambas se assemelham e provieram da espada baselarda, verificou-se uma tendência para privilegiar as lâminas mais compridas. 
Sendo certo que, mesmo no século XV, continuaram a haver excepções, ainda se comercializando espadas suíças de dimensões mais reduzidas, porque neste período histórico ainda há uma grande disparidade na uniformização destes tipos de armas mais plebeias, pelo que a adaga suíça e a espada suíça devem de ser encaradas como exemplos extremos dentro do mesmo espectro de arma. 
Só no século XVI, é que as distinções entre as duas armas se extremaram mais pronunciadamente.

## Uso
Estas armas foram comummente utilizadas tanto por soldados como por civis. Tornaram-se particularmente populares entre os piqueiros dos mercenários suíços, pelo decurso do século XV e princípios do século XVI.
No entanto, estas armas não faziam parte da panóplia uniforme do exército, pelo que tinham de ser compradas a título privado pelos próprios soldados, no comércio civil. Por esse mesmo motivo, é que não houve grande uniformização destas armas, pelo que se evidenciam as mais variegadas formas no pomo, na empunhadura e na própria lâmina. O guarda-mão, por seu turno, soía, tradicionalmente, de ser em crescente, voltado na direcção da mão do espadachim. A arma surge nos finais do século XIV, ganhando grande popularidade nos séculos XV e princípios do século XVI, tendo obsolescido por torno do século XVII, à mercê da crescente popularidade das armas de fogo.
No codex germanicus monacensis 558 (uma compilação medieval de leis e manuscritos do século XVI) que contém no seu segundo volume o "Fechtbuch" (manual alemão de esgrima e artes marciais) da autoria de Heinrich Wittenwiler , menciona algumas técnicas autodefesa à mão desarmada contra vários tipos de armas, das quais ressaltam as espadas suíças. O mesmo manual também prelecciona sobre como a esgrima com a espada suíça se assemelha, nas tretas (designação dada às manobras de esgrima), à messer.